# Mara Lakić
Mara Lakić, po mężu Brčaninović (ur. 18 sierpnia 1963 w Gradačacu) – bośniacka koszykarka, występująca na pozycji rzucającej, reprezentantka Jugosławii oraz Bośni i Hercegowiny, olimpijka, multimedalistka międzynarodowych imprez sportowych, trenerka koszykarska, obecnie prezeska klubu koszykarskiego ŽKK Jedinstvo Tuzla.

## Osiągnięcia
Na podstawie, o ile nie zaznaczono inaczej.

### Drużynowe
- Mistrzyni:
  - Pucharu Europy Mistrzyń Krajowych (1989)
  - Jugosławii (1987, 1988, 1990)
- Wicemistrzyni Pucharu Ronchetti (1990)
- 3. miejsce w Pucharze Europy Mistrzyń Krajowych (1988)
- Zdobywczyni Pucharu Jugosławii (1988, 1991)

### Reprezentacja
Seniorek
- Mistrzyni igrzysk śródziemnomorskich (1993)
- Wicemistrzyni:
  - olimpijska (1988)
  - świata (1990)
  - Europy (1991)
- Uczestniczka:
  - mistrzostw Europy (1989 – 4. miejsce, 1991, 1997 – 12. miejsce)
  - kwalifikacji do:
    - mistrzostw Europy (1995/1996, 1998)
    - igrzysk olimpijskich (1988)